# Samuel-Jacques Bernard (1615-1687)
Pour les articles homonymes, voir Bernard et Samuel-Jacques Bernard.
 (mars 2024).
Si vous disposez d'ouvrages ou d'articles de référence ou si vous connaissez des sites web de qualité traitant du thème abordé ici, merci de compléter l'article en donnant les références utiles à sa vérifiabilité et en les liant à la section « Notes et références ».
Jacques-Samuel Bernard, né le 8 novembre 1615 à Paris où il est mort le 24 juin 1687 est un peintre et graveur français du XVIIe siècle.

## Biographie

### Origines et jeunesse
Samuel Bernard est issu d'une famille protestante et immergé dans le milieu artistique protestant. Son père, Noël Bernard, fait partie des nombreux peintres du faubourg Saint-Germain et lui donne les premiers rudiments de sa formation qu'il poursuivra auprès de Simon Vouet et de Louis Du Guernier.

### Peintre reconnu
Samuel est peintre à l'huile, à la gouache et graveur (mezzotinto). Il grave des portraits dont celui de Louis du Guernier, peintre en miniature avec lequel il travaille. Il devient membre de l'Académie royale de peinture et de sculpture à sa création en 1648, avant d'en être nommé professeur, en 1655.
Le 10 octobre 1681, à la requête de l'ordre royal destituant les protestants des charges qu'ils ont à l'Académie, Samuel Bernard démissionne avec Henri Testelin, Louis Ferdinand et Jean Michelin. Louis Ferdinand le fils, Jacques Rousseau et Mathieu Lespagnandelle, absents lors de la séance de réunion, sont tenus de démissionner sur ordre royal pour être remplacés par des catholiques.
Le 16 octobre 1684, il assiste à l'enterrement de son petit-fils Samuel Bernard au cimetière réformé des Saints-Pères. Mais pressé par la proclamation de l'Édit de Fontainebleau qui révoque l'Édit de Nantes en 1685, il abjure sa foi protestante. Après son abjuration, il est réintégré dans son rang de conseiller-professeur le 27 octobre 1685. Il décède le 24 juin 1687 dans sa maison, rue de l'Université.

### Mariage et descendance
Le 8 octobre 1645, il se marie au temple de Charenton avec Madeleine Le Queux, fille d'Abraham Le Queux, tailleur.
Neuf enfants naissent de ce mariage, tous baptisés au temple de Charenton, dont :
- Samuel Bernard ;
- Madeleine Bernard, mariée à Paris en 1679 avec M. Horquelin ;
- Antoine Bernard ;
- Gabriel Bernard, marié avec Anne Clergeau, sœur de Madeleine Clergeau, épouse de Samuel Bernard[1].